# مركب أيوني

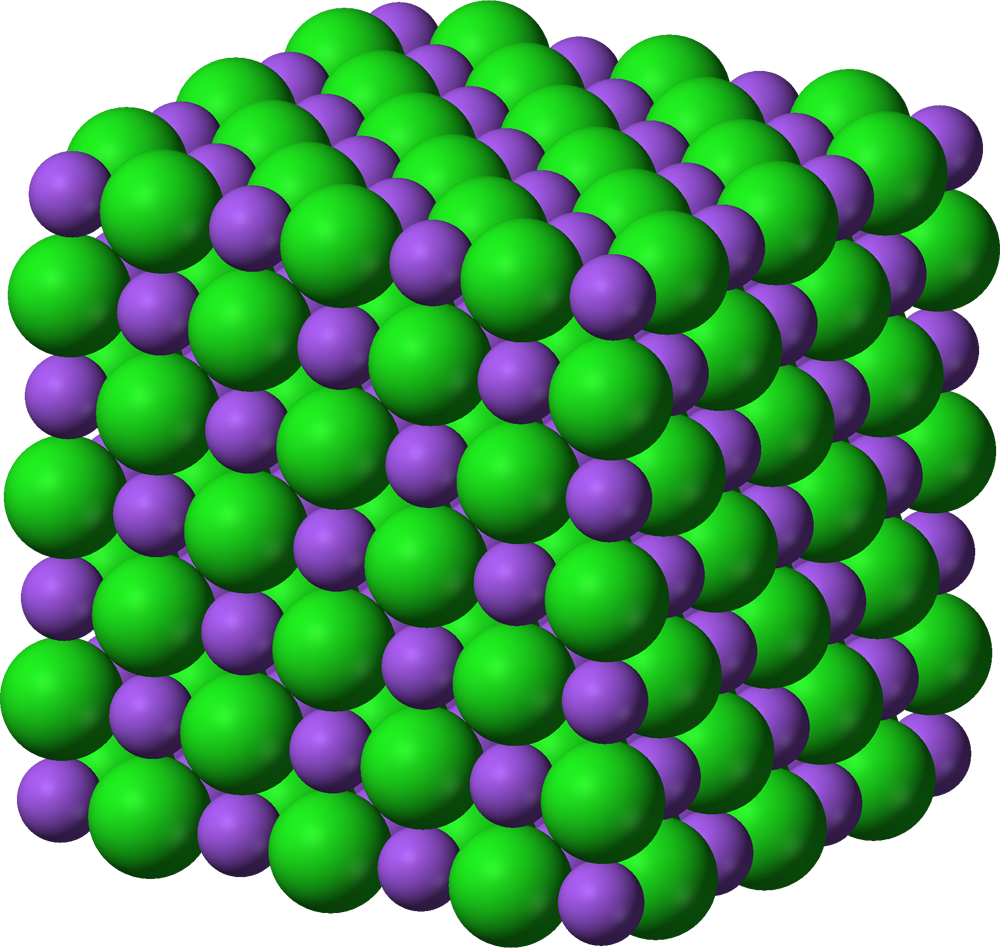
البنية البلورية لكلوريد الصوديوم، وهو مثال نمطي للمركبات الأيونية

المركبات الأيونية هي عبارة عن تجمعات للأيونات السالبة (أنيونات) والأيونات الموجبة (كاتيونات) داخل شكل هندسي معين يطلق عليه اسم بلورة.
إن رابطة الأيونات ببعضها في البلورة تدعى الرابطة الأيونية وهي رابطة قوية، لذا فهي مقيدة أي لا تتحرك بحرية، في معظم الحالات تكون المركبات الأيونية صلبة أي كثافتها عالية، يوجد للمركبات الأيونية درجة انصهار وغليان عالية جدا وفيه تتغلب قوى التجاذب على قوى التنافر لذلك تكون صلبة في درجة حرارة الغرفة وتكون متماسكة جدا.

## صفات المركبات الأيونية
تمتاز المركبات الأيونية بصفات عديدة أهمها:
1. أنها مركبات غير موصلة كهربائيا في حالتها الصلبة وذلك للارتباط الوثيق بين الأيونات الموجبة والسالبة فيها، ولكنها تصبح موصلة جيدة في حالة إذابتها في مذيب يمتلك ثابت عزل كهربائي عالي لأنه سوف يقوم بعزل الأيونات عن بعضها البعض ويجعلها طليقة في المحلول.
2. المركبات الأيونية تمتلك درجات انصهار وغليان عاليتين.
3. عادة ما تكون على شكل بلورات صلبة في درجة حرارة الغرفة.
4. لها قابلية ذوبان عالية في المذيبات القطبية.